# Rote (lud)
Rote, także: Roti, Rotti (Atahori Rote, Hataholi Lote) – grupa etniczna zamieszkująca wyspy Roti i Ndao w archipelagu Małych Wysp Sundajskich. Ich populacja wynosi 133 tys. osób.
Na wyspie Rote istnieje podział na terytoria zwane nusak, każde z nich ma swój własny dialekt (lub język). W użyciu jest szereg języków z rodziny austronezyjskiej (bilba, dela-oenale, dengka, lole, rikou, termanu, tii), czasem określanych jako jeden język rote (roti). Języki dela-oenale (rote zachodni) i dengka są stosunkowo odrębne od pozostałych. W roli środka szerszej komunikacji, w obliczu dużego rozdrobnienia dialektalnego, przyjął się język malajski.
Historycznie znaleźli się pod wpływem edukacji holenderskiej i szybko przejęli elementy kultury zachodniej. Od XVIII w. na wyspie Rote istniały szkoły, które szerzyły język malajski. Badacze holenderscy sporządzili wiele prac poświęconych miejscowej kulturze. Rote są w większości protestantami. Niektórzy wyznają katolicyzm bądź islam. Spotykane są także wierzenia tradycyjne.
Zajmują się rolnictwem (kukurydza, proso, sorgo, ryż, rośliny bulwiaste i strączkowe, orzeszki ziemne, kawa, winna palma, pieprz), a także rybołówstwem. Wyrabiają mączkę sago. Istotną rolę odgrywa kukurydza, natomiast ryż jest zarezerwowany dla uroczystości. Rolnictwo ręczne oparte na systemie żarowym, stosuje się nawadnianie. Hodują świnie, drób, bawoły i mniejszą rogaciznę. Wielu z nich pracuje w administracji i zajmuje się drobnym handlem detalicznym.
Duże skupiska ludu Rote występują na wyspie Timor (również w mieście Kupang) oraz na Semau. Znaczna część zamieszkuje Timor Wschodni. Migrantów z Rote można też spotkać na Flores i Sumbie.
Organizacja społeczna opiera się na patrylinearnym systemie pokrewieństwa. Istnieje podział na klany (leo). Rodzina jest mała, małżeństwo ma charakter patrylokalny. W górach utrzymały się tradycyjne społeczności wiejskie, wraz z wierzeniami przedchrześcijańskimi.